# Hallaryds kyrka
Hallaryds kyrka är en kyrkobyggnad belägen i samhället Hallaryd i Älmhults kommun. Kyrkan tillhör Hallaryds församling i Växjö stift och Svenska kyrkan.

## Kyrkobyggnaden
Beträffande Hallaryds medeltida kyrkan finns mycket få uppgifter. Den brändes av danska trupper under Nordiska sjuårskriget, 1567. Med hjälp av bidrag bl.a. från kung Johan III uppfördes en ny kyrka av trä. Denna kyrka bestod av ett långhus med ett rakslutande kor i öster. En sakristia  byggdes 1701.Vid södra sidan fanns ett vapenhus. Något torn nämns inte. Troligen hade kyrkklockorna sin plats i en klockstapel. Under 1700-talets stora befolkningsökning blev kyrkan för liten. Så småningom fattades beslut att uppföra en helt ny kyrka. Den nya uppfördes strax norr om den rivna 1862 -1863 efter ritningar av arkitekt Ludvig Hedin. Kyrkobyggnaden är i sten i nyklassicistisk stil. Det treskeppiga långhuset avslutas med en rak korvägg och en bakomliggande halvrund sakristia i öster. Tornet i väster är försett med tornur och en öppen sexsidig lanternin krönt med en korsglob. När den nuvarande kyrkan stod färdig revs den gamla träkyrkan.

## Inventarier
- Altartavlan utgörs av en målning utförd 1975 av David Ralson. Den omramas av den stora altaruppställningen med pilastrar som bär upp ett trekantigt korskrönt överstycke. (Före målningens tillkomst utgjordes altarprydnaden av ett kors med svepeduk).
- Altarring, halvcirkelformad med balusterdockor.
- Predikstol med ljudtak i rundformad nyklassicistisk stil försedd med förgyllda symboler.
- Bänkinredning med dörrar mot mittgången.
- Orgelläktare med utsvängt mittparti.

## Orgel
- Orgeln med fasad är byggd 1880 av Carl Elfström, Ljungby, och är mekanisk. Orgelverket blev avsynat, provspelat och godkänt 16 oktober 1880 av musikdirektör Wilhelm Heintze i Jönköping. Den invigdes söndagen den 17 oktober 1880.[1] Den renoverades 1973 av J. Künkels Orgelverkstad.

| Manual I            | Manual II     | Pedal      | Koppel |
| Borduna 16´         | Bourdon 8´    | Subbas 16´ | I/P    |
| Principal 8´        | Salicional 8´ |            | II/I   |
| Rörflöjt 8´         | Doe Retusa 8´ |            | I 4'/I |
| Flöjt harmonique 8´ | Flöjt 4'      |            |        |
| Gamba 8'            | Flageolett 2' |            |        |
| Octava 4'           |               |            |        |
| Quinta 3'           |               |            |        |
| Octava 2'           |               |            |        |
| Kornette 4 chor     |               |            |        |
| Trumpet 8'          |               |            |        |